# Дівока Шарка

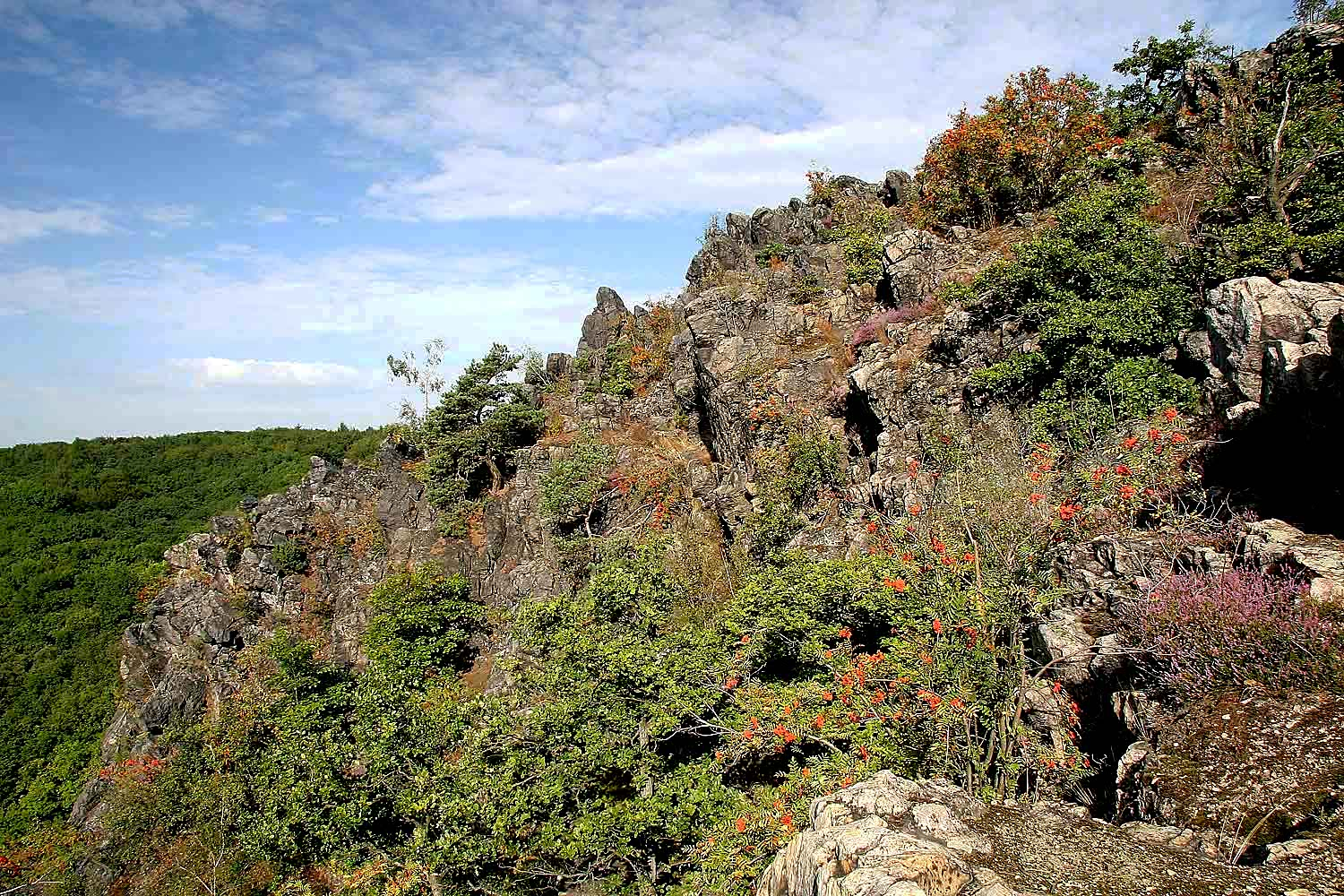
Дівока Шарка

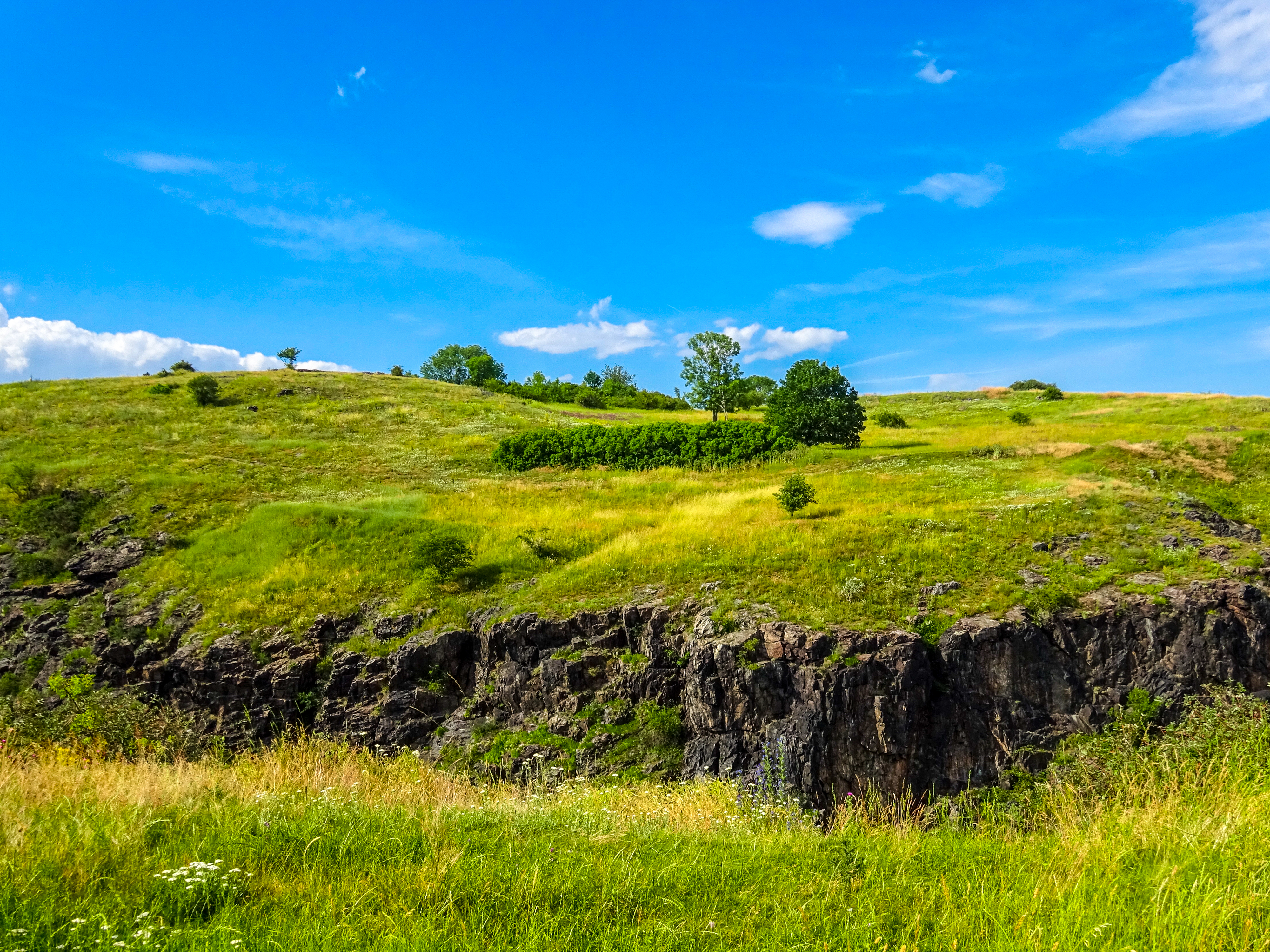
Дівока Шарка. Червень 2019

Ді́вока Ша́рка (чеськ. Divoká Šárka) — заповідний природний парк на північному заході Праги.
Парк розташований між історичними районами Праги Лібоц, Червені Врх та Єнералка міського району Прага 6. Висота над рівнем моря 255—360 м. Площа парку — 25.4 га. Парк заснований у 1964 р. Відрізняється чудовими краєвидами, скелями і урочищами. В парку знаходиться штучне озеро Джбан, через нього протікає невеличка річка, що впадає у Влтаву.

## Легенда
З цим парком пов'язано кілька легенд. Одна з них розповідає, що якось у давнину одна рішуча дівчина на ім'я Шарка зібрала ватагу войовничих жінок і встановила контроль над всією місциною. Це була свого роду жіноча республіка в якій чоловіки підкорялися жінкам, а усяка спроба заворушень жорстоко придушувалася. Шарка була дуже крутого норову за що й отримала прізвисько Дівока, що значить Дика. Легенда розповідає, що Шарка заманила у одне з скелястих урочищ принца, що був невдоволений таким станом справ, і скинула його у прірву. Але з часом чоловіки таки отримали перемогу, а Шарка закінчила життя самогубством, кинувшись з тієї самої скелі, з якої було страчено принца. Але назва Дівока Шарка з того часу закріпилася за цією місциною.